# Batman Begins
Batman Begins è un film del 2005 co-scritto e diretto da Christopher Nolan.
Basato sul personaggio Batman della DC Comics, è il primo capitolo di una trilogia completata dai successivi Il cavaliere oscuro (2008) e Il cavaliere oscuro - Il ritorno (2012). Il film costituisce di fatto un reboot della serie cinematografica dedicata al personaggio dopo la scarsa accoglienza di Batman & Robin di Joel Schumacher, puntando a un tono più dark e realistico rispetto ai film precedenti.
La sceneggiatura è stata scritta dallo stesso Nolan, in collaborazione con David S. Goyer, che ha curato anche il soggetto. Entrambi si sono ispirati alle trame di storie a fumetti come L'uomo che cade, Batman: Anno uno e Batman: Il lungo Halloween.
Il cast principale è composto da Christian Bale, Michael Caine, Katie Holmes, Liam Neeson, Gary Oldman, Cillian Murphy e Morgan Freeman. Tra gli altri membri del cast secondario figurano anche Tom Wilkinson, Rutger Hauer e Ken Watanabe.
Il film è stato prodotto da Warner Bros., in collaborazione con Legendary Pictures e DC Entertainment, ed è stato distribuito in sala nell'estate del 2005, ricevendo ampio consenso da parte del pubblico. Il film ha incassato oltre 373,4 milioni di dollari in tutto il mondo, figurando tra i dieci maggiori incassi di quell'anno.
Batman Begins è stato spesso citato come uno dei film più influenti degli anni 2000, ed è stato accreditato per aver rivitalizzato l'interesse del pubblico per Batman. Ha ricevuto recensioni positive da parte della critica cinematografica, che lo ha ritenuto un miglioramento rispetto ai film di Tim Burton e Joel Schumacher, figurando in diverse liste dei migliori film del 2005 e ricevendo svariati premi.

## Trama
Mentre tra giocando con la sua amica d'infanzia Rachel Dawes a "chi trova tiene", il piccolo Bruce Wayne cade in un vecchio pozzo prosciugato e viene attaccato da uno stormo di pipistrelli, sviluppando una paura nei loro confronti. Assistendo all'opera con i suoi genitori, Thomas e Martha, Bruce viene spaventato da artisti travestiti da pipistrelli e chiede di andarsene. Fuori dal teatro, il rapinatore Joe Chill uccide i genitori di Bruce davanti a lui, e l'orfano Bruce viene cresciuto dal maggiordomo di famiglia, Alfred Pennyworth.
Quattordici anni dopo, Chill viene rilasciato sulla parola dopo aver testimoniato contro il boss mafioso Carmine Falcone. Bruce intende uccidere Chill, ma un'assassina al soldo di Falcone lo procede. Rachel, che si è laureata in giurisprudenza, rimprovera Bruce per aver agito al di fuori del sistema giudiziario, dicendo che suo padre si vergognerebbe. Dopo aver affrontato Falcone, che gli dice che il vero potere deriva dall'essere temuti, Bruce trascorre i successivi sette anni viaggiando per il mondo allenandosi al combattimento e immergendosi nel mondo criminale. In una prigione del Bhutan, incontra Henri Ducard, il più fidato aiutante di Ra's al Ghul, leader della Setta delle Ombre, lega di guerrieri nata allo scopo di eliminare ciò che c'è di marcio al mondo e nella società. L’uomo gli propone di raccogliere un particolare fiore azzurro e di raggiungere il fortino situato in cima alle montagne. Così facendo, Bruce potrebbe trovare ciò che cerca davvero. Rilasciato dalla prigione, Wayne trova il fiore e viene accolto da Ra’s al Ghul e Ducard; Bruce capisce di stare cercando un modo per usare la paura contro chiunque faccia del male. Inoltre, nella sua mente è sempre vivo il ricordo della morte dei suoi genitori, assieme ad un senso di impotenza e responsabilità per l'accaduto. Dopo aver completato il suo addestramento con i metodi ninja e aver eliminato le sue paure grazie all'istruzione di Ducard, Bruce scopre che la Setta sa di Gotham e, credendo che la città sia irrecuperabile, intende distruggerla. Bruce, al momento dell'iniziazione, si rifiuta di giustiziare un ladro, credendo che questa non sia giustizia e ricordandosi di aver conosciuto la fame e la necessità di rubare per sopravvivere. Scatena così un combattimento, bruciando il loro tempio durante la sua fuga. Ra's viene ucciso dalla caduta di detriti, mentre Bruce salva l'inconscio Ducard.
Tornato a Gotham e armato di nuovi ideali, Bruce è deciso a fare qualcosa di buono per una città così corrotta e si interessa alla compagnia della sua famiglia, la Wayne Enterprises, che viene resa una public company da Bill Earle, membro senza scrupoli della compagnia. L'archivista della compagnia Lucius Fox, un amico di Thomas Wayne, consente a Bruce di accedere a prototipi di tecnologie di difesa, tra cui una tuta corazzata in kevlar, una cintura porta-utensili, un mantello di memoria di forma e un veicolo pesantemente corazzato, nato per scopi militari, chiamato Tumbler. Tornando così alla vita civile dopo tanti anni, Bruce si finge pubblicamente un playboy superficiale, mentre allestisce una base nelle caverne sotto Wayne Manor e assume l'identità del vigilante Batman, ispirato dalla sua paura infantile.
Intercettando un carico di droga, Batman interviene mettendo fuori gioco diversi uomini e catturando Falcone, fornisce a Rachel prove contro il mafioso e arruola il sergente James Gordon, uno dei pochi poliziotti onesti del Dipartimento di polizia di Gotham City, per arrestarlo. Nelle settimane che seguono Earle viene messo al corrente che un emettitore di microonde della Wayne Enterprises è stato rubato per scopi ignoti. In prigione, Falcone incontra il dottor Jonathan Crane, uno psicologo corrotto che ha aiutato a contrabbandare droga a Gotham al soldo di un misterioso criminale, e lo minaccia di testimoniare sui suoi legami con la malavita. Indossando una maschera da spaventapasseri, Crane spruzza Falcone con un suo allucinogeno personalizzato che induce alla paura al fine di impedirgli di parlare e lo fa trasferire al manicomio di Arkham. Durante le indagini, anche Batman viene reso inabile dall'allucinogeno, ma viene salvato da Alfred e riceve un antidoto sviluppato da Fox.
Quando Rachel, ora assistente procuratore distrettuale di Gotham, si presenta come un possibile intralcio per Crane, quest'ultimo rivela di aver introdotto la sua droga nella riserva idrica di Gotham. Avvelena Rachel, ma Batman lo sottomette spruzzando Crane con la sua stessa tossina e lo interroga; questi afferma di lavorare per Ra's al Ghul. Batman elude la polizia attirando una grande orda di pipistrelli con un potente richiamo ad ultrasuoni e porta Rachel alla caverna, somministrandole l'antidoto e dandole una fiala per Gordon e un'altra per la produzione di massa.
Durante la sua festa di compleanno, a cui partecipano anche Lucius ed Earle, Bruce ritrova Ducard che si rivela essere il vero Ra's al Ghul, scoprendo che quello morto era solo una controfigura usata per proteggere il vero leader della Setta, divenuto anche un boss della malavita di Gotham. Il terrorista rivela a Bruce che Crane lavora per lui (pur non sapendo nulla sulla Setta delle ombre) e che questo è il momento buono per sferrare l’attacco finale contro una città ormai corrotta fino all'osso. Ra’s al Ghul intende usare l'emettitore a microonde rubato dalla Wayne Enterprises per vaporizzare l'acqua satura della tossina di Crane delle tubature idriche di Gotham City usando come mezzo di trasporto la monorotaia cittadina, la quale, arrivando direttamente alla Wayne Tower, lo snodo principale della rete idrica cittadina, provocherebbe un'isteria di massa e distruggerebbe la città. Ra's provoca un incendio alla Wayne Manor e, dopo una breve lotta, lascia Bruce moribondo, ma Alfred lo salva.
La Setta aziona l'emettitore e la tossina di Crane viene evaporata, dilagando il panico per le strade intorno Arkham. Rachel, intervenuta per aiutare un bambino rimasto separato dalla madre, viene circondata dai criminali liberati e ormai impazziti, ma viene portata in salvo da Bruce, nuovamente nelle vesti di Batman. Prima di andarsene, ricorda a Rachel la stessa frase che lei gli aveva detto dopo essersi incontrati in un locale, facendole capire che sotto la maschera si cela il suo amato Bruce. Grazie all'aiuto di Gordon alla guida della Batmobile, Batman riesce a fermare la corsa della monorotaia e, nello scontro finale con il suo vecchio mentore, gli dice che non ha intenzione di ucciderlo, ma nemmeno di salvarlo. Batman infine plana con il suo mantello e lascia precipitare la monorotaia, causando la morte di Ra’s al Ghul e la distruzione dell'emettitore di microonde.
Ora Gotham City è salva. Bruce ottiene il rispetto e l'amore di Rachel, ma lei decide che non può stare con lui ora, dicendogli che se Gotham non dovesse più aver bisogno di Batman, potranno stare insieme. Inoltre Bruce rivela di aver acquistato la maggioranza delle quote della Wayne Enterprises, licenziando Earle e sostituendolo con Fox. Gordon, ora promosso a tenente, lo contatta con un riflettore puntato nel cielo, che reca il simbolo del pipistrello. Il giustiziere è pronto ad affrontare la sfida lanciata da un nuovo criminale che, come lui, predilige la teatralità: Joker. Prima di lasciarlo andare via, Gordon gli dice di non averlo mai potuto ringraziare; Batman, con freddezza, risponde che non dovrà mai farlo.

## Produzione

### Sviluppo

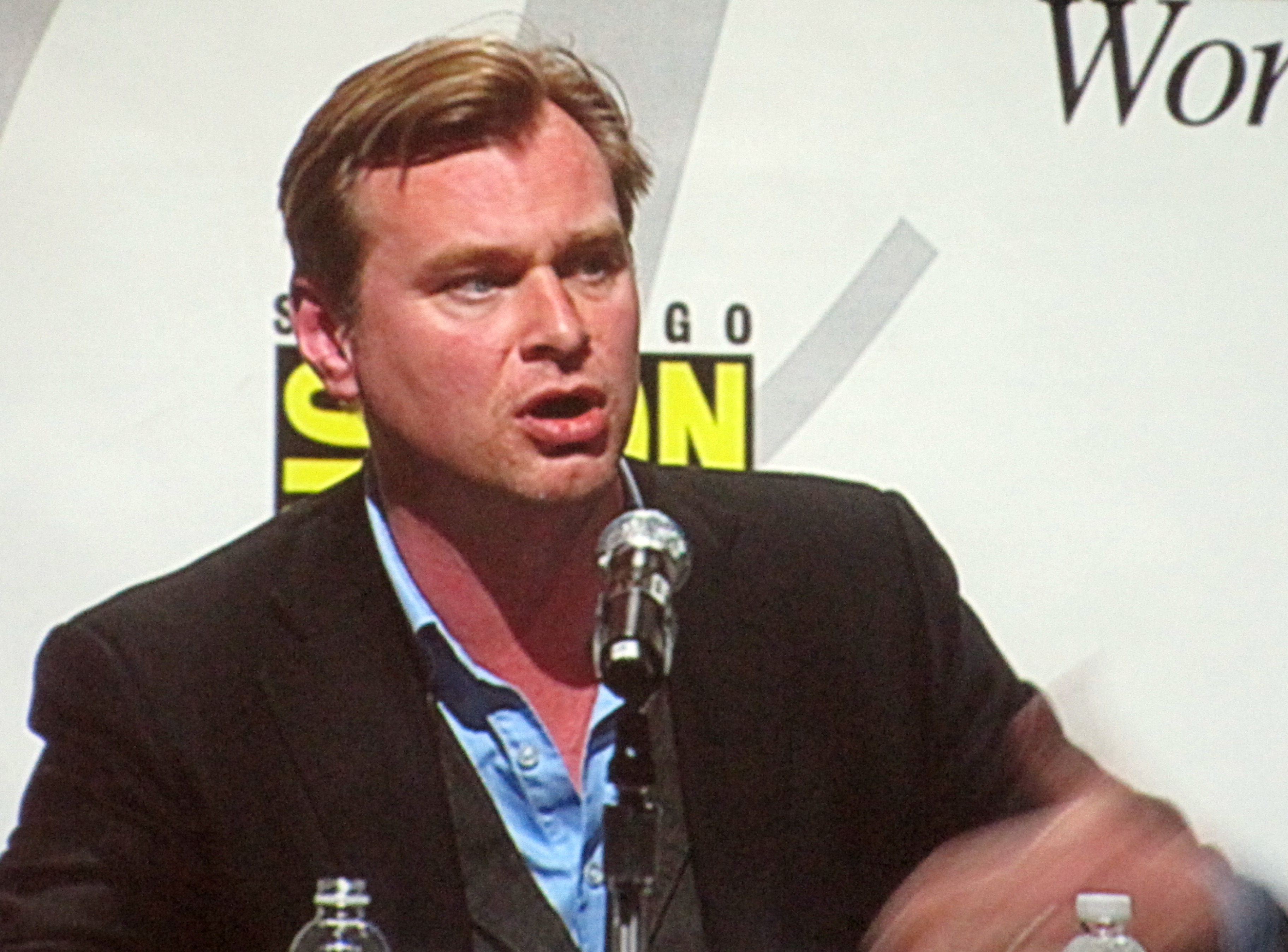
Il regista Christopher Nolan

Nel 2003 la Warner Bros. assunse il regista Christopher Nolan per dirigere un nuovo film di Batman, mentre David S. Goyer firmò un contratto per scrivere la sceneggiatura della pellicola. Con una carriera in ascesa dopo l'exploit dei suoi primi film Memento e Insomnia, la major inizialmente aveva contattato Nolan per affidargli la regia del kolossal Troy, ma il regista declinò l'offerta e propose invece una sua idea per il rilancio del franchise cinematografico di Batman in chiave moderna e più verosimile. Affascinato dal personaggio e dal suo background Nolan voleva colmare una lacuna lasciata dai precedenti film andando a narrare le origini del Cavaliere Oscuro con un approccio molto simile a quello utilizzato nel Superman di Richard Donner, soprattutto riguardo alla focalizzazione sulla crescita del personaggio. L'universo nella quale l'Uomo Pipistrello avrebbe agito sarebbe stato sempre quello della timeline principale delle opere DC Comics, essendo in quel periodo assenti ancora progetti di condivisione. Inoltre, sempre in riferimento al film di Donner, Nolan decise di scegliere per la parte di Batman un attore non molto noto, com'era accaduto per Christopher Reeve, interprete di Superman.
La versione definitiva del copione fu sviluppata insieme al regista, e risultò fortemente debitrice della mini-serie di Miller: Nolan considerava l'opera una solida base per la storia di origini che voleva raccontare (il fumetto è una narrazione contemporanea delle origini di Batman, in cui Bruce Wayne e il tenente di polizia James Gordon ritornano a Gotham City dopo anni di assenza e iniziano la loro crociata contro il crimine e la corruzione). Una delle basi fondamentali per Goyer era quella di dare risalto alla figura di Bruce Wayne tanto quanto a quella del suo alter ego, attraverso un racconto approfondito della vita del miliardario prima della sua decisione di indossare maschera e mantello; ne è un esempio la scena in cui Bruce cade nel pozzo e viene attaccato dai pipistrelli, un chiaro riferimento al fumetto L'uomo che cade.
Riguardo alla presenza di Spaventapasseri come antagonista, Nolan rivelò: "l'abbiamo scelto perché non era ancora stato portato sullo schermo da nessuno, e poi perché il suo personaggio si legava al tema della paura, che era fondamentale per Batman, e che tra l'altro non lo adombrava troppo". Goyer accantonò l'idea di inserire Harvey Dent nel film poiché in quella pellicola non sarebbero «riusciti a rendergli giustizia»; preferì quindi inserire un nuovo personaggio, Rachel Dawes (allora interpretata da Katie Holmes). Il personaggio di Dent sarà poi inserito ne Il cavaliere oscuro, seguito di Batman Begins.

### Cast

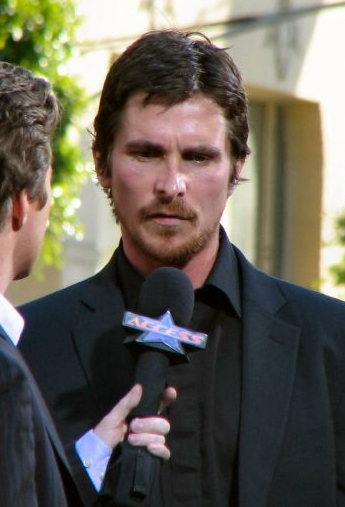
Christian Bale alla première del film, Hollywood 2005

#### Il "nuovo Batman"
Nel 2005 il regista Christopher Nolan scelse Christian Bale tra i vari contendenti per la parte di Bruce Wayne / Batman nel quinto adattamento cinematografico dedicato al supereroe della DC Comics dichiarando che l'attore possedeva esattamente l'equilibrio tra l'oscurità e la luce che stavano cercando per il personaggio. In lista per il ruolo dell'Uomo Pipistrello figurarono altri attori tra i quali Ashton Kutcher, David Boreanaz, Billy Crudup, Cillian Murphy (che in seguito verrà scelto per interpretare Jonathan Crane/Spaventapasseri), Henry Cavill e Jake Gyllenhaal.
L'attore intraprese così una massacrante trasformazione fisica con l'aiuto del personal trainer Efua Baker. A soli due mesi dal casting per il ruolo, riuscì ad aumentare il suo peso di circa 26 chili grazie all'assunzione di alimenti ricchi di carboidrati come pasta e pane. Gli allenamenti fisici non vennero subito effettuati, dato che l'attore aveva i muscoli atrofizzati per il troppo dimagrimento dovuto al ruolo di Trevor Reznik. Dopo aver ottenuto la parte e consigliato e seguito sempre da Baker, Bale riuscì ad aumentare ancora di 18 chili, integrando alla sua dieta (anche se vegetariano) pollo, tonno e verdure al vapore e cominciò ad allenarsi mettendo massa muscolare con sessioni di peso per tre ore al giorno. Riguardo al suo drastico cambiamento fisico, Efua Baker dichiarò: «ogni mattina appariva diverso da com'era il giorno precedente». Dopo aver ottenuto il ruolo, per comprendere il personaggio di Batman, l'attore lesse diversi volumi del fumetto e durante la promozione del film e nelle interviste accentuava l'accento americano per evitare che il pubblico si confondesse sul fatto che il nuovo Batman avesse un'inflessione britannica.

#### Gli altri membri del cast
Per la parte di Alfred Pennyworth, Nolan scelse l'attore britannico Michael Caine. Gary Oldman, invece, venne scelto per interpretare il tenente James Gordon, capo dell'unità anti crimini della città. Per il ruolo furono considerati anche Kurt Russell e Dennis Quaid. Nolan chiamò Oldman per un'interpretazione calma e misurata di un personaggio così importante e riservato. Inizialmente la produzione fu contraria al destinare la parte a Oldman, poiché l'attore, in precedenza, aveva avuto ruoli quasi esclusivamente da "cattivo". L'attore non aveva mai letto niente di Batman, e rivelò che avrebbe interpretato un Gordon molto più giovane rispetto a quello del fumetto. Katie Holmes venne scelta per il ruolo di Rachel Dawes, un personaggio creato esclusivamente per il film. Durante il casting, per la parte di Rachel si erano presentate anche Sarah Michelle Gellar e Rachel McAdams. L'attrice verrà sostituita da Maggie Gyllenhaal nel sequel Il cavaliere oscuro.
Rispetto alle precedenti pellicole, Nolan fece molta attenzione sulla scelta degli antagonisti di Batman Begins. Infatti il regista voleva che nel film comparissero degli antagonisti mai comparsi nei precedenti adattamenti di Batman. Nolan assunse, dunque, Liam Neeson per il ruolo di Ra's al Ghul, mentore di Batman nonché il più complesso di tutti i criminali dell'Uomo Pipistrello, Cillian Murphy nel ruolo dello psichiatra Jonathan Crane / Spaventapasseri, ed infine Tom Wilkinson nel ruolo di Carmine Falcone. Tra gli altri attori vennero assunti anche Morgan Freeman nel ruolo di Lucius Fox, dirigente e inventore della Wayne Enterprises e Ken Watanabe, nel ruolo del membro della Setta delle Ombre che si spaccia per Ra's al Ghul.

### Riprese

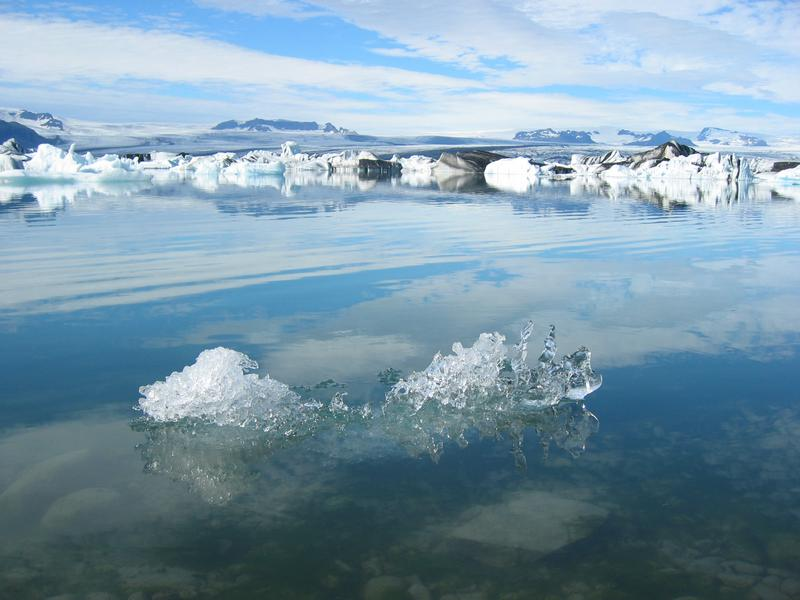
Il ghiacciaio islandese del Vatnajokull dove venne ripresa la scena di allenamento tra Christian Bale e Liam Neeson

Le riprese iniziarono nel marzo 2004 con un budget di 150 milioni di dollari. Come nei suoi primi due film, Nolan rifiutò una seconda unità di ripresa. Il regista voleva girare soprattutto negli Shepperton Studios, in Inghilterra, ma per la parte iniziale del film ambientata nella remota e minuscola nazione asiatica del Bhutan fu costretto a recarsi sul ghiacciaio islandese del Vatnajökull, dove la produzione ebbe molta difficoltà a causa delle condizioni climatiche sfavorevoli. La scena del duello sul lago ghiacciato è stata la prima del film ad essere girata, senza prove, poiché il ghiaccio si sarebbe sciolto di lì a poco. La batcaverna venne ricostruita in studio con una cascata artificiale progettata dallo scenografo Nathan Crowley.
Le Mentmore Towers nella contea di Buckingham vennero scelte per la Wayne Manor, l'abitazione della famiglia Wayne anche grazie alla presenza dei marmi bianchi presenti nell'edificio che davano l'idea di un mausoleo inospitale. L'Osterley Park House è stata utilizzata, invece, per girare diverse scene in interni che servivano a riprodurre gli interni della Wayne Manor. L'edificio scelto per rappresentare l'Arkham Asylum fu l'istituto nazionale di ricerche mediche di Mill Hill, a nord-ovest di Londra, e per gli interni la stazione ferroviaria di St. Pancras e la stazione di pompaggio di Abbey Mills. L'University College di Londra venne utilizzato per le aule del tribunale che compare nel film. Alcune scene vennero girate, invece, a Chicago.

### Design
Per ideare Gotham City, Nolan e lo scenografo Nathan Crowley si ispirarono nel design a Blade Runner. Lo scenografo Nathan Crowley lavorò nel garage di Nolan costruendo in pre-produzione un modellino di Gotham, con elementi estremizzati da New York, Chicago e Tokyo.
Nolan voleva reinventare l'auto di Batman come un veicolo unico nel suo genere ed ideò un incrocio tra una Lamborghini ed una Humvee con parti di bombardieri Stealth e componenti di un fuoristrada Hummer. L'auto venne creata dalla squadra degli effetti visivi di Chris Corbould, la Tumbler, come venne chiamato il veicolo, è larga tre metri e lunga cinque, in grado di raggiungere i 160 km orari, dotata di un tettuccio scorrevole e sedili che si sollevano all'apertura. Dopo alcuni test di prova che si rivelarono un successo, la produzione creò quattro Tumbler tra cui una versione jet ed un modello per resistere ai balzi, come quello che attraversa la cascata della Batcaverna, sequenza per la quale la Tumbler fu sparata con un tubo all'azoto. La vettura di Bruce Wayne invece è una Lamborghini Murciélago; da notare come murciélago in spagnolo significhi pipistrello.
Per quanto riguarda il costume di Batman, esso venne realizzato dalla costumista Lindy Hemming e dal suo staff creativo. Per il film, Nolan chiese che il costume di Batman fosse nerissimo e di un tessuto non riflettente, il più opaco possibile, poiché, secondo lui, doveva attenersi alla filosofia ninja che Bruce aveva imparato. In più, il regista voleva che il costume fosse leggero e permettesse a Bale di muoversi agevolmente.

## Colonna sonora
La colonna sonora del film venne affidata ai compositori Hans Zimmer e James Newton Howard. Nolan originariamente aveva assunto solo Zimmer a comporre la colonna sonora del film, ma poi il compositore convinse il regista ad assumere anche Howard. I due compositori collaborarono su temi distinti per evidenziare la "doppia personalità" di Bruce Wayne e il suo alter ego, Batman. Sia Zimmer che Howard trassero ispirazione per le musiche visitando spesso i set allestiti per la realizzazione del film. Hans Zimmer decise di comporre una colonna sonora che distanziasse dai suoi lavori precedenti, realizzati completamente in orchestrale mischiando stavolta vari elementi della musica classica e della musica elettronica.
L'orchestra utilizzata è composta da novanta elementi provenienti da diverse orchestre di Londra e lo strumento scelto per enfatizzare il più possibile gli stati d'animo del personaggio è il violoncello. Il disco è composto da tracce orchestrali che presentano anche sonorità di musica elettronica e cori. I titoli dei pezzi sono in latino e prendono il nome da varie specie e sottospecie di pipistrelli. Oltre alle tracce orchestrali, nella pellicola è presente un brano tratto dall'opera lirica Mefistofele del compositore Arrigo Boito tratta dal Faust di Goethe.

## Distribuzione
Il film è uscito il 15 giugno 2005 in Italia e in Europa, mentre negli Stati Uniti d'America il 17 giugno 2005.

### Edizione italiana
Il doppiaggio venne curato dalla SEFIT-CDC e diretto da Marco Mete.

### Edizioni home video
Il film è uscito in DVD nel mercato italiano il 19 ottobre 2005, disponibile nelle edizioni disco singolo e disco doppio quest'ultima contiene più di tre ore di extra. Uscito successivamente in HD DVD, nel 2008 è stato ufficializzato lo standard a favore, invece, del Blu-ray. La pellicola è stata quindi tra le prime ad essere "riconvertita" in quest'ultimo formato (in realtà l'attuale versione in blue-ray disc è stata acquisita direttamente da quella dell'altro formato, e necessita una rimasterizzazione digitale per creare un nuovo master), con tanto di edizione (solo per il mercato statunitense) comprendente lo storyboard, l'edizione a fumetti, ed uno sconto per l'ingresso al cinema per Il cavaliere oscuro.

## Accoglienza
Alla sua uscita nelle sale, la pellicola ottenne subito ottimi riscontri da parte di critica e pubblico e un ottimo risultato al botteghino. Il film di Nolan segnò il ritorno alle origini necessario all'Uomo Pipistrello, abbandonando le atmosfere grottesche di Tim Burton e quelle più leggere di Joel Schumacher. Prova del grande successo fu la candidatura ricevuta alla 78ª edizione della cerimonia di premiazione degli Oscar nella categoria miglior fotografia, poi vinta da Memorie di una Geisha.

### Incassi
Batman Begins è uscito il 15 giugno 2005 negli Stati Uniti e in Canada in 3.858 cinema, classificandosi al primo posto nel suo weekend di apertura, accumulando $ 48 milioni, che è stato visto come "forte ma non impressionante per gli standard di successo istantaneo di oggi". L'incasso di cinque giorni del film è stato di 72,9 milioni di dollari, battendo Batman Forever (1995) come record del franchise. Batman Begins ha anche battuto il record di apertura di cinque giorni nei 55 cinema IMAX, incassando 3,16 milioni di dollari. Gli spettatori intervistati hanno valutato il film con una A e, secondo i sondaggi dello studio, Batman Begins è stato considerato il migliore di tutti i film su Batman. La fascia demografica del pubblico era composta per il 57 percento da uomini e per il 54 percento da persone di età superiore ai 25 anni.Il film ha mantenuto il primo posto per un altro fine settimana, accumulando $ 28 milioni in un calo del 43% rispetto al suo primo fine settimana.
Batman Begins ha incassato un totale mondiale di 375398269 $ (di cui $ 206 milioni in Nord America).
È il quinto film di Batman con il maggior incasso dietro Batman di Tim Burton (411 milioni di dollari in tutto il mondo), The Batman di Matt Reeves del 2022 e i sequel Il cavaliere oscuro e Il cavaliere oscuro - Il ritorno, entrambi con un incasso superiore a 1 miliardo di dollari. Batman Begins è stato inoltre l'ottavo film con il maggior incasso del 2005 negli Stati Uniti.

### Critica
Il sito Rotten Tomatoes riportò un indice di approvazione dell'85% basato su 289 recensioni, con una valutazione media di 7,70/10. Il consenso critico del sito recita: "Batman Begins è cupo e oscuro, ma anche emozionante e intelligente, un film che comprende l'essenza di uno dei supereroi definitivi". Sul sito Metacritic, che assegna una valutazione media ponderata delle recensioni, il film ha ricevuto un punteggio medio di 70 su 100, basato su 41 critiche.
James Berardinelli applaudì Nolan e Goyer in quanto entrambi riuscirono a rendere più comprensibile le motivazioni che portavano Bruce a diventare Batman, cosa che al film di Burton mancava. Tuttavia, Berardinelli rivelò di non aver trovato convincente l'aspetto romantico del film in quanto, secondo lui, la coppia Bale-Holmes non era in grado di funzionare. Secondo Total Film, Nolan riesce a creare dei personaggi molto forti. Inoltre, il sito, definì "piacevole" la sottotrama romantica tra Christian Bale e Katie Holmes. D. Edwards sul Daily Mirror di Londra descrisse il film come "un film violento e veramente pauroso, decisamente non per bambini. Per i più grandi, invece, potrebbe ben diventare il film sui supereroi definitivo." M. Goodrich su Screen Daily definì la pellicola "un'audace nuova visione del fumetto della DC Comics ed un'ulteriore prova che Christopher Nolan possiede abbondante abilità ed una visione da cineasta di primo piano."
M. Wilington sul Chicago Tribune definisce Batman Begins come "il miglior film su Batman sin da quando Tim Burton ha lasciato, nel 1992: un ritratto violento e che fa accapponare la pelle di un eroe a due facce, motivato dal desiderio di vendetta." Roger Ebert diede al film quattro stelle su quattro, dichiarando riguardo al film: "Questo è il film su Batman che stavo aspettando; più correttamente, questo è il film che non mi rendevo conto di stare aspettando perché non avevo previsto che più enfasi sulla storia e sui personaggi e meno enfasi sull'azione iper-tecnologica era proprio quello di cui c'era bisogno."
Anche il cast della pellicola venne molto apprezzato ma Bale fu il più acclamato per aver davvero creato un perfetto ritratto di entrambi i personaggi: Batman e Bruce Wayne. J. Matthews del New York Daily News scrisse che "Bale è il corpo perfetto per Batman, [...] ha una forte presenza scenica ed è un ottimo attore". Quest'interpretazione valse all'attore il premio Saturn Award come miglior attore 2005 (premio per il quale era stato candidato anche nel 2004 per il film L'uomo senza sonno) e il premio Best Hero al MTV Movie Awards 2006. Il film ha ricevuto durante l'edizione dei Razzie Awards 2005 una candidatura come peggior attrice non protagonista per Katie Holmes.

## Riconoscimenti
- 2006 - Premio Oscar[53]
  - Candidatura per la miglior fotografia a Wally Pfister
- 2006 - Premio BAFTA
  - Candidatura per la migliore scenografia a Nathan Crowley
  - Candidatura per il miglior sonoro a David Evans, Stefan Henrix e Peter Lindsay
  - Candidatura per i migliori effetti speciali a Janek Sirrs, Dan Glass, Chris Corbould e Paul J. Franklin
- 2006 - Saturn Award
  - Miglior film fantasy
  - Miglior attore a Christian Bale
  - Miglior sceneggiatura a David S. Goyer e Christopher Nolan
  - Candidatura per il miglior attore non protagonista a Liam Neeson
  - Candidatura per la miglior attrice non protagonista a Katie Holmes
  - Candidatura per la miglior regia a Christopher Nolan
  - Candidatura per i migliori costumi a Lindy Hemming
  - Candidatura per i migliori effetti speciali a Janek Sirrs, Dan Glass, Chris Corbould e Paul J. Franklin
  - Candidatura per la migliore colonna sonora a Hans Zimmer e James Newton Howard
- 2006 - African-American Film Critics Association
  - Migliori 10 film dell'anno
- 2006 - American Society of Cinematographers
  - Candidatura per la migliore fotografia in una pubblicazione cinematografica a Wally Pfister
- 2006 - Art Directors Guild
  - Candidatura per il miglior film fantasy
- 2006 - ASCAP Award[54]
  - Miglior top al box office a Ramin Djawadi, Hans Zimmer e James Newton Howard
- 2005 - Awards Circuit Community Awards
  - Candidatura per il miglior fotografia a Wally Pfister
- 2005 - Black Movie Awards
  - Candidatura per la migliore interpretazione di un attore non protagonista a Morgan Freeman
- 2005 - British Society of Cinematographers Awards
  - Candidatura per la miglior fotografia a Wally Pfister
- 2013 - Broadcast Film Critics Association Awards
  - Candidatura per il miglior franchise cinematografico (Trilogia del cavaliere oscuro)
- 2006 - Central Ohio Film Critics Association
  - Dieci migliori film
- 2006 - Chicago Film Critics Association Awards
  - Candidatura per la miglior colonna sonora originale a Hans Zimmer e James Newton Howard
- 2006 - Costume Designers Guild Awards
  - Candidatura per i migliori costumi in un film fantasy a Lindy Hemming
- 2006 - Empire Awards
  - Candidatura per il miglior thriller
  - Candidatura per il miglior regista a Christopher Nolan
  - Candidatura per il miglior attore a Christian Bale
- 2005 - Golden Schmoes Awards
  - Film preferito dell'anno
  - Candidatura per il miglior regista dell'anno a Christopher Nolan
  - Candidatura per la migliore sceneggiatura dell'anno
  - Candidatura per maggior sorpresa dell'anno
  - Candidatura per il miglior attore dell'anno a Christian Bale
  - Candidatura come Performance più esplosiva dell'anno a Cillian Murphy
  - Candidatura come Personaggio più alla moda dell'anno a Batman
  - Candidatura per la miglior colonna sonora in un film
  - Candidatura come poster preferito di un film dell'anno
  - Candidatura per il miglior trailer dell'anno
  - Candidatura per il miglior DVD/Blu-Ray dell'anno
  - Candidatura per la migliore sequenza d'azione dell'anno (All'inseguimento della Batmobile)
- 2013 - Golden Schmoes Awards
  - Miglior DVD dell'anno
- 2005 - Golden Trailer Awards
  - Candidatura come Blockbuster dell'estate 2005
- 2006 - Golden Trailer Awards
  - Candidatura per il miglior film d'azione

- 2006 - Hollywood Film Awards
  - Sonoro dell'anno a David Evans
- 2006 - Premio Hugo
  - Candidatura per la migliore rappresentazione drammatica (forma lunga) a Christopher Nolan e David S. Goyer
- 2013 - IGN Summer Movie Awards
  - Miglior film Blu-ray
- 2005 - International Film Music Critics Award
  - Candidatura per la miglior colonna sonora originale per un film d'azione/d'avventura a Hans Zimmer e James Newton Howard
- 2005 - Irish Film and Television Awards
  - Candidatura Premio per il film internazionale secondo il pubblico
  - Candidatura per il miglior attore internazionale secondo il pubblico a Christian Bale
  - Candidatura per il miglior film internazionale secondo il pubblico a Christopher Nolan
  - Candidatura per il miglior attrice non protagonista in un lungometraggio a Katie Holmes
  - Candidatura per il miglior film internazionale
- 2006 - London Critics Circle Film Awards
  - Candidatura per il miglior attore non protagonista dell'anno a Cillian Murphy
  - Candidatura per il miglior regista dell'anno a Christopher Nolan
- 2006 - Golden Reel Award
  - Candidatura per il miglior montaggio sonoro in un lungometraggio
- 2006 - MTV Movie Awards[55]
  - Miglior eroe a Christian Bale
  - Candidatura come miglior film
  - Candidatura per il miglior cattivo a Cillian Murphy
- 2006 - Online Film & Television Association
  - Candidatura per il miglior missaggio sonoro a James Boyle, Lora Hirschberg, Gary Rizzo e Jamie Roden
  - Candidatura per il miglior montaggio sonoro a David Evans e Stefan Henrix
- 2006 - Online Film Critics Society Awards
  - Candidatura per la miglior colonna sonora originale a Hans Zimmer e James Newton Howard
- 2006 - People's Choice Awards
  - Candidatura come Film preferito
  - Candidatura come Film drammatico preferito
- 2005 - Phoenix Film Critics Society Awards
  - Migliori stunt
- 2005 - Razzie Awards
  - Candidatura per la peggior attrice non protagonista a Katie Holmes
- 2005 - Rondo Hatton Classic Horror Awards
  - Candidatura per il miglior film
- 2007 - Science Fiction and Fantasy Writers of America
  - Candidatura per la migliore sceneggiatura a Christopher Nolan e David S. Goyer
- 2006 - Scream Award
  - The Ultimate Scream
  - Miglior regia a Christopher Nolan
  - Miglior sceneggiatura a Chrstopher Nolan e David S. Goyer
  - Candidatura per la Performance più eroica a Christian Bale
- 2005 - SFX Awards
  - Candidatura per il miglior regista a Christopher Nolan
- 2005 - Teen Choice Awards
  - Candidatura come Film estivo preferito
- 2006 - Premio Visual Effects Society
  - Candidatura per la miglior ambientazione creata in un film live action a Alex Wuttke, Pete Bebb, Dayne Cowan e Imery Watson
- 2005 - World Soundtrack Awards
  - Candidatura per la miglior colonna sonora originale dell'anno a Hans Zimmer e James Newton Howard
- 2005 - North Texas Film Critics Association
  - Miglior fotografia a Wally Pfister

## Sequel
Questo film è stato seguito da Il cavaliere oscuro nel 2008 e Il cavaliere oscuro - Il ritorno nel 2012.